# Tour de Flandes 1957
El Tour de Flandes 1957 és la 41a edició del Tour de Flandes. La cursa es disputà el 31 de març de 1957, amb inici i final a Wetteren després d'un recorregut de 240 quilòmetres. El vencedor final fou el belga Fred de Bruyne, que s'imposà a l'esprint en l'arribada a Wetteren. Els també belgues Jef Planckaert i Norbert Kerckhove acabaren segon i tercer respectivament.

## Classificació final
|    | Ciclista                | Equip                             | Temps      |
| -- | ----------------------- | --------------------------------- | ---------- |
| 1  | Fred de Bruyne (BEL)    | Carpano-Coppi                     | 5h 58' 00" |
| 2  | Jef Planckaert (BEL)    | Peugeot-BP                        | m. t.      |
| 3  | Norbert Kerckhove (BEL) | Faema-Guerra                      | m. t.      |
| 4  | Nicolas Barone (FRA)    | Saint Raphael-Geminiani-Quinquina | m. t.      |
| 5  | Yvo Molenaers (BEL)     | Plume Sport                       | m. t.      |
| 6  | Gastone Nencini (ITA)   | Leo-Chlorodont                    | m. t.      |
| 7  | Seamus Elliott (IRL)    | Helyett-Potin                     | m. t.      |
| 8  | Frans Schoubben (BEL)   | Peugeot-BP                        | m. t.      |
| 9  | Agostino Coletto (ITA)  | Carpano-Coppi                     | m. t.      |
| 10 | Désiré Keteleer (BEL)   | Carpano-Coppi                     | m. t.      |